# NGC 2275
NGC 2275 is een spiraalvormig sterrenstelsel in het sterrenbeeld Tweelingen. Het hemelobject werd op 26 oktober 1786 ontdekt door de Duits-Britse astronoom William Herschel.

## Synoniemen
- UGC 3542
- MCG 6-15-7
- ZWG 175.16
- KCPG 118B
- PGC 19605